# Congreso del Estado de Guanajuato
El Congreso del Estado de Guanajuato es el órgano depositario del poder legislativo de dicha entidad. Está conformado por una asamblea unicameral: compuesta por treinta y seis diputados, de los cuales veintidós son electos por mayoría relativa por cada uno de los distritos electorales locales y catorce por representación proporcional. 
Sus integrantes son electos por voto universal bajo los dos principios ya mencionados; los primeros de forma directa y los otros de acuerdo al sistema de listas plurinominales que establece la ley federal. Una vez electos entran en funciones el 25 de septiembre del año de la elección, dando apertura al primero de los periodos ordinarios de sesiones que por año marca la legislación. La duración del cargo es de tres años con opción a una reelección inmediata, siempre y cuando sea representando al partido o coalición que postuló originalmente al diputado. Por cada diputado titular se elige un suplente; siendo este quien suplirá las ausencias temporales o definitivas de su compañero de fórmula.
El congreso quedó establecido por la constitución estatal de 1826, inaugurando su primer periodo legislativo el 1 de octubre de ese año. La vigente constitución de la entidad prevé dicho órgano en el Título Quinto, Capítulo II y es abordado por 25 artículos que detallan las facultades, obligaciones, derechos, prerrogativas, requisitos y restricciones del cuerpo legislativo.

## Historia

### El origen del Congreso
El Congreso estatal tiene su origen a la par del inicio de la vida independiente de México. En marzo de 1821, después de que Agustín de Iturbide proclamara el Plan de Iguala, se pronunciaron por la Independencia los antiguos realistas: Luis Cortázar y Rábago en el pueblo de Amoles (hoy Cortazar) y Anastasio Bustamante en la Hacienda de Pantoja (Valle de Santiago). Los simpatizantes de la causa ocuparon la ciudad de Guanajuato el 24 de marzo de 1821 y en abril Iturbide llegó a la misma. Para el 8 de julio del mismo 1821 se juró la Independencia en Guanajuato y el territorio de la antigua intendencia quedó convertido en provincia, bajo el mando político de Luis Cortazar.
El 22 de enero de 1822 se integra la primera diputación provisional de Guanajuato, en la época del primer imperio; estaba formada por Juan Ignacio Godoy, Antonio María de Mier y Mariano Marmolejo, quienes representaban a Guanajuato en las Cortes del Imperio Mexicano. El 24 de febrero de 1822 se instala solemnemente en la capital de Guanajuato la primera corporación referida.
Para febrero de 1823, Guanajuato se adhiere al Plan de Casa Mata, que concluye con el derrocamiento de Agustín de Iturbide como emperador de México. Se inician, entonces, los primeros trabajos para la instauración de la República y de los Estados libres y soberanos.

### Primera época
El 25 de marzo de 1824 quedó legítimamente instalado el primer Congreso Constituyente de Guanajuato, en las viejas Casas Consistoriales de la ciudad de Santa Fe de Guanajuato. José María Septién y Montero, Mariano García de León, José María Esquivel, Manuel Galván, Antonio Murillo, Francisco Aniceto Palacios, Vicente Umarán y posteriormente José María Leal y Araujo, José Tiburcio Hincapié, Domingo Chico y José Ramón Guerra, se convirtieron en los primeros integrantes del Honorable cuerpo.
Las primeras acciones del cuerpo legislativo estaban dirigidas a la regulación de las autoridades civiles, militares, eclesiásticas y administrativas de la entidad, y a buscar el reconocimiento de su soberanía e independencia como órgano legislador. El Poder Ejecutivo lo desempeñó, en calidad de interino, Carlos Montes de Oca.
Los legisladores se ocuparon de la redacción de la primera Constitución Política del Estado de Guanajuato, la cual fue promulgada el 14 de abril de 1826, justamente a los dos años de haberse instalado el Congreso Constituyente.
El 16 de septiembre de 1826 la Constitución fue jurada por el pueblo guanajuatense y el 1 de octubre se instaló el primer Congreso Constitucional del Estado. El licenciado Carlos Montes de Oca fue nombrado Gobernador Constitucional del Estado.
En la historia de la corporación se detectan dos épocas. La primera arranca con la instalación del Congreso Constituyente en marzo de 1824 y se extiende hasta enero de 1861, cuando inicia la segunda época, con un marco Constitucional renovado. La primera época cubre las etapas que van del establecimiento de la república en 1824; la promulgación de la Constitución Política del Estado Libre de Guanajuato en 1826; el establecimiento del modelo centralista que abarca, para la entidad, de octubre de 1836 a noviembre de 1846 y la reinstalación del federalismo, de 1846 hasta 1861, cuando se promulga el nuevo ordenamiento Constitucional.
La segunda época cubre de 1861 y continúa en secuencia numérica para las legislaturas hasta la fecha. La secuencia, sin embargo, no ha sido formalmente ordenada ya que en esta segunda época detectamos interrupciones cuando se produce la intervención francesa en la entidad (de marzo de 1864 a enero de 1867), restableciéndose la actividad legislativa en diciembre de 1867. El segundo tramo de la historia legislativa está también marcado por algunos ajustes derivados de las pugnas entre los diversos grupos políticos nacionales y locales, sin que estos lleguen a alterar gravemente la secuencia regular de actividades legislativas de la entidad.
El 12 de noviembre de 1835 se adoptó el sistema Centralista, modificándose significativamente la figura y la función del más importante órgano de representación popular, ya que ahora se le denominaría Junta Departamental y la participación ciudadana quedaba restringida. La Primera Junta Departamental de Guanajuato se instala el 26 de marzo de 1837, establecida conforme a las prescripciones de las bases orgánicas, siendo gobernador interino Ignacio Urbina. El 22 de agosto de 1837 llega a Guanajuato Luis Cortázar y Rábago en calidad de Gobernador propietario y comandante general del Departamento de Guanajuato.
El 17 de febrero de 1840 muere el gobernador Cortazar en el pueblo de Silao; es sustituido por Manuel Gómez Linares. En octubre del mismo 1840 ocupa la gubernatura el coronel Romualdo Marmolejo y en junio de 1841 regresa Manuel Gómez Linares. En mayo de 1842 el general Pedro Cortázar sustituye a Manuel Linares en el gobierno del Departamento. El 26 de julio de 1843 se juran en Guanajuato las nuevas bases constitucionales de la República.
En esta etapa se detecta poca o nula actividad legislativa, ya que el centralismo operaba mediante la designación de personajes nombrados por el poder central, sin considerar el papel de la representación popular que desempeña el Congreso. El 1 de junio de 1844 se decreta el reglamento interior para el gobierno de la Excelentísima Asamblea Departamental de Guanajuato. En septiembre de 1846 Manuel Doblado es gobernador interino, quien procura la instalación del 6.º Congreso Constitucional para continuar con el orden interrumpido en 1835, al cesar el 5.º Congreso.

### Segunda época
Con el triunfo de la Revolución de Ayutla se reiniciaba la vida republicana en México y en Guanajuato, pero era necesario convocar a un Congreso Constituyente que se ocupara de redactar la nueva Constitución. Dichos acontecimientos se verificaron en julio de 1857; sin embargo, el inicio de la lucha entre liberales y conservadores, conocida como la Guerra de Reforma, interrumpió la continuidad del proyecto.
Durante la guerra, el Poder Ejecutivo fue ejercido por Manuel Doblado, por Francisco de Paula Rodríguez y por Francisco Verduzco, mientras que una Diputación Permanente quedó al frente del Poder Legislativo. La capital del Estado tuvo que trasladarse a diversas sedes, como San Miguel de Allende, Jaral o León, o reinstalarse en Guanajuato. La inestabilidad era la característica del periodo y el poder, en tanto, estaba igual en manos de los liberales que de los conservadores.
El Congreso reaparece en la historia política de la entidad el 6 de enero de 1861, con la instalación del Congreso Constituyente que continuaría los trabajos legislativos suspendidos en 1857. En marzo de 1861 se sanciona la nueva Constitución y se publica en abril del mismo año. Así, en junio de 1861 se instaló el Primer Congreso Constitucional de la nueva época política. En el mismo año de 1863, la entidad cayó en manos de los imperialistas. En marzo de 1864 fue transformada de Estado a Departamento y se mantuvo con esa estructura hasta el 26 de enero de 1867, cuando el general Florencio Antillón recuperó la ciudad de Guanajuato.
Los acontecimientos derivados de la Revolución Mexicana tuvieron repercusiones serias en la entidad, al grado que era prácticamente imposible la operación de las instituciones públicas y sí, por el contrario, el ambiente era propicio para la violencia, la intranquilidad, la inseguridad y las arbitrariedades. Fue hasta que Fernando Dávila, general brigadier del ejército constitucionalista, asumió la jefatura política y militar de la entidad en diciembre de 1916, cuando iniciaron diversas actividades para lograr la reinstalación del orden constitucional en Guanajuato.
El 23 de marzo de 1917 se emitió un decreto en el que se fijaban las normas para la reinstalación de los Poderes locales. El 1 de abril del mismo año se publicó el Bando con la convocatoria para elecciones de Gobernador Constitucional y diputados al Congreso local.
El resultado dio el triunfo a Agustín Alcocer, quien se convertía en el primer gobernador constitucional de la nueva era revolucionaria; del mismo modo, el XXVI Congreso se instaló formalmente el 27 de mayo de 1917, reiniciándose el orden constitucional en las actividades legislativas.

## Facultades y obligaciones
Los poderes del Congreso de Guanajuato están establecidos, limitados y enumerados por el artículo 63 de la Constitución local:

- I. Expedir las Leyes y Reglamentos que regulen su estructura y funcionamiento, las que, para su vigencia, no requerirán de promulgación del Ejecutivo;
- II. Expedir, reformar y adicionar cuantas leyes o decretos sean conducentes al gobierno y administración en todos los ramos que comprenden y que no estén, de manera exclusiva, reservados a la federación; así como aquellos que resulten conducentes al cumplimiento de la resolución derivada de un proceso de referéndum;
- III. Hacer la codificación de las Leyes del Estado;
- IV. Cambiar provisionalmente la residencia de los Poderes Estatales en casos excepcionales y necesarios;
- V. Se deroga.
- VI. Autorizar el cambio de residencia de las Cabeceras Municipales, erigir nuevos municipios y formular la declaratoria de su inexistencia, siempre que fuere aprobado por el voto de las dos terceras partes de los Diputados y de la mayoría de los Ayuntamientos;
- VII. Se deroga.
- VIII. 
  - Nombrar entre los vecinos, cuando se declare la nulidad de elección de ayuntamiento, a los miembros del Concejo Municipal, en tanto se celebran nuevos comicios, y expedir la convocatoria para la celebración de éstos en un plazo no mayor de seis meses.
  - Convocar a elecciones extraordinarias para Diputados, cuando se declare la nulidad de la elección en uno o varios distritos, o en el caso previsto por el segundo párrafo del artículo 53 de esta Constitución. La convocatoria para elecciones extraordinarias de Diputados, deberá expedirse en un plazo igual al señalado en el párrafo anterior; Si de los cómputos de una elección de Ayuntamientos o de Diputados por el principio de mayoría relativa, resultara en el primer lugar un número igual de votos para dos o más planillas o fórmulas de candidatos, respectivamente, el organismo público electoral local competente hará la declaratoria del empate correspondiente, misma que hará del conocimiento del Congreso del Estado, una vez que haya quedado firme. El Congreso del Estado convocará a quienes hayan obtenido el empate para que se lleve a cabo una nueva elección, en un plazo no mayor de dos meses. En el caso de que el empate se presente en una elección de Ayuntamiento, se nombrará un Concejo Municipal en los términos del primer párrafo de esta fracción;

- IX. Declarar Gobernador electo, mediante formal decreto, a quien en los términos de la declaratoria del organismo público electoral local o, en su caso, de la resolución de la autoridad electoral jurisdiccional local haya obtenido mayoría de votos en la elección correspondiente;
- X. Convocar a elecciones de Gobernador, en caso de nulidad de los comicios, si el electo no se presenta a tomar posesión del cargo, o en caso de falta absoluta ocurrida dentro de los tres primeros años del período constitucional, dicha convocatoria deberá expedirse en un plazo no mayor de seis meses; En los mismos términos se procederá cuando el organismo público electoral local competente comunique, una vez que quede firme, la declaratoria del empate en primer lugar de la votación en una elección de Gobernador. En este caso la elección se efectuará entre quienes hayan obtenido el empate en un plazo no mayor de dos meses.
- XI. Reformar, mediante el voto de las dos terceras partes de los Diputados y con aprobación de la mayoría de los Ayuntamientos, la división política del Estado;
- XII. Solicitar al Gobernador del Estado la comparecencia de Funcionarios del Poder Ejecutivo para que informen al Congreso, cuando se discuta o estudie un asunto relativo a las funciones que aquellos ejerzan. Solicitar la comparecencia de los Presidentes de los Ayuntamientos y Concejos Municipales y la de los Titulares de los Organismos Públicos Descentralizados de los Municipios, para los mismos efectos;
- XIII. Examinar, discutir y aprobar anualmente el Presupuesto de Egresos del Estado presentado por el Gobernador, previa aprobación de la Ley de Ingresos respectiva. Así como autorizar en dicho Presupuesto, las erogaciones plurianuales para aquellos proyectos de inversión pública que se determinen conforme a lo dispuesto en la Ley; las erogaciones correspondientes deberán incluirse en los subsecuentes Presupuestos de Egresos. En el supuesto de que al iniciarse el año fiscal correspondiente, el Congreso del Estado no hubiese aprobado la Ley de Ingresos o la Ley del Presupuesto General de Egresos, en tanto sean expedidas el Congreso no podrá ocuparse de ninguna otra Ley, mientras tanto se aplicará la vigente en el año inmediato anterior; en tal caso, se estará a lo establecido por la Ley Reglamentaria;Los poderes del Estado así como los organismos autónomos que la Constitución o las leyes del Estado reconozcan como tales y las entidades de la administración pública estatal, deberán incluir dentro de sus proyectos de presupuestos, los tabuladores desglosados de las remuneraciones que se propone perciban sus servidores públicos.
- XIV. Autorizar al Ejecutivo del Estado y a los Ayuntamientos para que contraten empréstitos para la ejecución de obras de utilidad pública, designando los recursos con que deben cubrirse y de acuerdo con la Ley de Deuda Pública. Dicha autorización no será necesaria cuando los créditos se contraten como consecuencia de una calamidad general; La legislatura, por el voto de las dos terceras partes de sus miembros presentes, deberá autorizar los montos máximos para, en las mejores condiciones del mercado, contratar dichos empréstitos y obligaciones, previo análisis de su destino, capacidad de pago y, en su caso, el otorgamiento de garantía o el establecimiento de la fuente de pago. El Estado y los municipios sólo podrán contraer obligaciones o empréstitos, cuando se destinen a inversiones públicas productivas y a su refinanciamiento o reestructura, mismas que deberán realizarse bajo las mejores condiciones del mercado, inclusive los que contraigan organismos descentralizados, empresas públicas y fideicomisos y, el Estado adicionalmente para otorgar garantías a los municipios. Los sujetos obligados informarán de su ejercicio al rendir la cuenta pública. En ningún caso podrán destinar empréstitos para cubrir gasto corriente. Sin perjuicio de lo anterior el Estado y los municipios podrán contraer obligaciones a corto plazo las que deberán liquidarse a más tardar tres meses antes del término del periodo de gobierno correspondiente y no podrán contratarse nuevas obligaciones durante esos últimos tres meses.
- XV. Expedir anualmente las Leyes de Ingresos para los Municipios del Estado. Si al iniciarse el año fiscal correspondiente, el Congreso no hubiese aprobado dichas leyes, no podrá ocuparse de ninguna otra Ley, excepto en el caso en el que el Ayuntamiento respectivo no hubiere presentado su iniciativa. En tanto dichas leyes de ingresos sean expedidas, continuarán aplicándose las correspondientes al año inmediato anterior, en tal caso se estará a lo establecido por la Ley Reglamentaria;
- XVI. Autorizar al Ejecutivo del Estado para que ejerza cualquier acto de dominio sobre los bienes inmuebles de dominio privado del Estado, fijando en cada caso las condiciones a que deben sujetarse. Esta facultad la tendrá, en su caso, la Diputación Permanente;
- XVII. Desafectar los bienes destinados a un servicio público o los de uso común del Estado; esta facultad la tendrá la Diputación Permanente durante los recesos;
- XVIII. Fiscalizar la cuenta pública del Poder Ejecutivo incluyendo la de las entidades y organismos de la administración pública paraestatal, del Poder Judicial y de los organismos autónomos; de igual manera, verificar el desempeño en el cumplimiento de los objetivos de los programas. Para tal efecto, el Congreso se apoyará en la Auditoría Superior del Estado de Guanajuato, en los términos de la Ley;
- XIX. Fiscalizar las cuentas públicas municipales incluyendo las de las entidades y organismos de la administración pública paramunicipal; de igual manera, verificar el desempeño en el cumplimiento de los objetivos de los programas. Para tal efecto, el Congreso se apoyará en la Auditoría Superior del Estado de Guanajuato;
- XX. Nombrar, remover y conocer de las renuncias de sus servidores públicos, en los términos de la Ley que regule al Poder Legislativo;
- XXI. 
  - Designar a los Magistrados del Supremo Tribunal de Justicia del Estado de las propuestas que sometan a su consideración, por turnos alternativos, el Gobernador del Estado y el Consejo del Poder Judicial, así como aprobar las solicitudes de licencia de más de seis meses por causa de enfermedad y las renuncias al cargo de Magistrado, cuando éstas sean presentadas al Titular del Poder Ejecutivo del Estado o al Consejo del Poder Judicial, según corresponda por el origen de la propuesta para su designación.
  - Separar de su cargo, a solicitud del Consejo del Poder Judicial, a los Magistrados que violen de manera grave, en el desempeño de su función, los principios que rigen la función judicial, consagrados en esta Constitución y en la Ley. Para tal efecto, a la solicitud de separación deberá acompañarse un dictamen de evaluación que la justifique elaborado por la Comisión de Evaluación.
  - Separar de su cargo, a solicitud del Pleno del Supremo Tribunal de Justicia, a los Consejeros del Poder Judicial que violen de manera grave, en el desempeño de su función, los principios que rigen la función judicial, consagrados en esta Constitución y la Ley. Para tal efecto, a la solicitud de separación deberá acompañarse un dictamen de evaluación que la justifique elaborado por la Comisión de Evaluación.
  - Designar a los Magistrados Supernumerarios a propuesta del Pleno del Supremo Tribunal de Justicia. Designar a los Consejeros del Poder Judicial en los términos que establece esta Constitución.
  - Designar por el voto de las dos terceras partes de sus integrantes presentes, al titular del organismo estatal de protección de los Derechos Humanos, de conformidad con el procedimiento de consulta pública contemplado en esta Constitución y en los términos de la Ley de la materia. Así como a los integrantes del Consejo Consultivo, con la mayoría calificada antes señalada.
  - Integrar la lista de candidatos a Fiscal General del Estado; nombrar a dicho servidor público, y formular objeción a la remoción que del mismo haga el Ejecutivo Estatal, de conformidad con el artículo 95 de esta Constitución.
  - Aprobar por el voto de las dos terceras partes de sus miembros el nombramiento de los Magistrados del Tribunal de Justicia Administrativa a propuesta del Gobernador del Estado.
  - Designar y en su caso, calificar las renuncias de los comisionados del organismo autónomo garante de los derechos de acceso a la información pública y de protección de datos personales.
  - Designar, por el voto de las dos terceras partes de sus miembros, a los titulares de los órganos internos de control de los organismos con autonomía reconocida en esta Constitución que ejerzan recursos del Presupuesto de Egresos del Estado.

- XXII. Erigirse en Jurado de Responsabilidades, en los casos de Juicio Político;
- XXIII. Declarar la separación del cargo de los servidores públicos referidos en el artículo 127, así como la restitución en sus cargos, atendiendo lo previsto por el artículo 130, mediante el proceso que prevea su ley orgánica.
- XXIV. Conceder amnistía, en circunstancias extraordinarias, por el voto de las dos terceras partes de los Diputados;
- XXV. Premiar a quienes hayan prestado eminentes servicios al Estado, a la Patria o a la humanidad y recompensar a los buenos servidores del Estado;
- XXVI. Reclamar ante la Suprema Corte de Justicia de la Nación, cuando alguna reforma o adición a la Constitución General de la República, el dictado de una Ley o cualquier acto del Gobierno Federal constituyan invasión a la soberanía del Estado;
- XXVII. Decidir sobre las licencias que soliciten los Diputados y el Gobernador del Estado para separarse de sus respectivos cargos;
- XXVIII. 
  - Acordar con el voto de las dos terceras partes del total de sus integrantes la práctica de auditorías a los sujetos de fiscalización, cuando exista causa justificada para ello.
  - Vigilar y evaluar, sin perjuicio de su autonomía técnica, de gestión y presupuestaria, el desempeño de la Auditoría Superior del Estado de Guanajuato, en los términos que disponga la Ley. Remitir, en los términos de la Ley, a la Auditoría Superior del Estado de Guanajuato las cuentas públicas de los sujetos de fiscalización.
  - Declarar la revisión de cuentas públicas, en los términos del informe de resultados que hubiere emitido la Auditoría Superior del Estado de Guanajuato, dentro de los seis meses siguientes a la presentación de dicho informe y ordenar su publicación en el Periódico Oficial del Gobierno del Estado;

- XXIX. Por acuerdo de las dos terceras partes de sus integrantes, suspender Ayuntamientos, declarar que éstos han desaparecido y suspender o revocar el mandato a alguno de sus miembros, por algunas de las causas graves que la Ley limitativamente prevenga, siempre y cuando los afectados hayan tenido oportunidad para rendir pruebas y hacer los alegatos que, a su juicio, convengan;
- XXX. Designar, de entre los vecinos del Municipio de que se trate, a los Concejos Municipales que concluirán los períodos respectivos, en caso de declararse desaparecido un Ayuntamiento o por renuncia o falta absoluta de la mayoría de sus Miembros, si conforme a la Ley no procediere que entraren en funciones los Suplentes ni que se celebraren nuevas elecciones;
- XXXI. Se deroga.
- XXXII. Aprobar, en su caso, la asociación de Municipios del Estado con los de otras entidades federativas para la más eficaz prestación de los servicios públicos o el mejor ejercicio de las funciones que les corresponden;
- XXXIII. Declarar, cuando sea procedente y previa solicitud de un Ayuntamiento, que éste se encuentra imposibilitado para ejercer una función o prestar un servicio público, para que el Ejecutivo del Estado la ejerza o lo preste, de conformidad con el procedimiento que establezca la Ley; y
- XXXIV. Las demás que de un modo expreso o implícito se le otorguen en cualesquiera de los preceptos de esta Constitución o de la Federal.

## Requisitos para ser diputado local
Según el artículo 45 de la Constitución del estado, para ser Diputado se requiere:
- I. Ser ciudadano guanajuatense en ejercicio de sus derechos;
- II. Derogado
- III. Tener residencia en el Estado cuando menos de dos años anteriores a la fecha de la elección.

Los guanajuatenses que migren al extranjero tendrán derecho a que se les reconozca la residencia binacional, cuando así lo acrediten en los términos de la ley de la materia, pero en todo caso, para poder ser electos, deberán incorporarse al Estado por lo menos ciento ochenta días previos al de la elección.

## Distritos locales
Los 22 distritos locales que componen las diputaciones de mayoría relativa se encuentran divididos de conformidad a lo establecido por las constituciones estatal y federal, y la ley electoral federal. En función de ello la división geográfica parte de la distribución equitativa de la representación de un determinado número de habitantes.
| Distrito | Cabecera                 | Municipios | Mapa |
| -------- | ------------------------ | ---------- | ---- |
| 1        | Dolores Hidalgo          | 3          |      |
| 2        | San Luis de la Paz       | 8          |      |
| 3        | León                     | 1          |      |
| 4        | León                     | 1          |      |
| 5        | León                     | 1          |      |
| 6        | León                     | 1          |      |
| 7        | León                     | 1          |      |
| 8        | Guanajuato               | 2          |      |
| 9        | San Miguel de Allende    | 3          |      |
| 10       | San Francisco del Rincón | 3          |      |
| 11       | Irapuato                 | 1          |      |
| 12       | Irapuato                 | 1          |      |
| 13       | Cortazar                 | 4          |      |
| 14       | Salamanca                | 1          |      |
| 15       | Celaya                   | 1          |      |
| 16       | Celaya                   | 1          |      |
| 17       | Apaseo el Grande         | 3          |      |
| 18       | Pénjamo                  | 3          |      |
| 19       | Valle de Santiago        | 5          |      |
| 20       | Yuriria                  | 5          |      |
| 21       | León                     | 1          |      |
| 22       | Acámbaro                 | 6          |      |

## Legislaturas
| Legislatura | Periodo   |
| ----------- | --------- |
| I           | 1861-1863 |
| II          | 1867-1869 |
| III         | 1869-1871 |
| IV          | 1871-1873 |
| V           | 1873-1875 |
| VI          | 1875-1877 |
| VII         | 1877-1878 |
| VIII        | 1878-1880 |
| IX          | 1880-1882 |
| X           | 1882-1884 |
| XI          | 1884-1886 |
| VII         | 1886-1888 |
| XIII        | 1888-1890 |
| XIV         | 1890-1892 |
| XV          | 1892-1894 |
| XVI         | 1894-1896 |
| XVII        | 1896-1898 |

| Legislatura | Periodo   |
| ----------- | --------- |
| XVIII       | 1898-1900 |
| XIX         | 1900-1902 |
| XX          | 1902-1904 |
| XXI         | 1904-1906 |
| XXII        | 1906-1908 |
| XXIII       | 1908-1910 |
| XXIV        | 1910-1912 |
| XXV         | 1912-1914 |
| XXVI        | 1917-1918 |
| XXVII       | 1918-1920 |
| XXVIII      | 1920-1922 |
| XXIX        | 1922-1924 |
| XXX         | 1924-1926 |
| XXXI        | 1926-1928 |
| XXXII       | 1928-1930 |
| XXXIII      | 1930-1932 |
| XXXIV       | 1932-1934 |

| Legislatura | Periodo   |
| ----------- | --------- |
| XXXV        | 1934-1936 |
| XXXVI       | 1937-1939 |
| XXXVII      | 1939-1941 |
| XXXVIII     | 1941-1944 |
| XXXIX       | 1944-1946 |
| XL          | 1947-1950 |
| XLI         | 1950-1953 |
| XLII        | 1953-1956 |
| XLIII       | 1956-1959 |
| XLIV        | 1959-1962 |
| XLV         | 1962-1965 |
| XLVI        | 1965-1968 |
| XLVII       | 1968-1971 |
| XLVIII      | 1971-1973 |
| XLIX        | 1973-1976 |
| L           | 1976-1979 |
| LI          | 1979-1982 |

| Legislatura | Periodo   |
| ----------- | --------- |
| LII         | 1982-1985 |
| LIII        | 1985-1988 |
| LIV         | 1988-1991 |
| LV          | 1991-1994 |
| LVI         | 1994-1997 |
| LVII        | 1997-2000 |
| LVIII       | 2000-2003 |
| LIX         | 2003-2006 |
| LX          | 2006-2009 |
| LXI         | 2009-2012 |
| LXII        | 2012-2015 |
| LXIII       | 2015-2018 |
| LXIV        | 2018-2021 |
| LXV         | 2021-2024 |
| LXVI        | 2024-2027 |